# Fulbari (Chitwan)
Fulbari (nepalski: फुलबारी) – gaun wikas samiti w środkowej części Nepalu w strefie Narajani w dystrykcie Chitwan. Według nepalskiego spisu powszechnego z 2001 roku liczył on 674 gospodarstw domowych i 3426 mieszkańców (1730 kobiet i 1696 mężczyzn).